# 蓋奧韋 (巴爾區)
49°6′26″N 27°37′56″E / 49.10722°N 27.63222°E
蓋奧韋（烏克蘭語：Гайове），是烏克蘭的村落，位於該國西南部文尼察州，由日梅林卡區負責管轄，始建於1917年，面積6.87平方公里，海拔高度337米，2001年人口643，人口密度每平方公里93.6人。